# Muralles modernes de Barcelona
|  | Aquest article tracta sobre les característiques BCIN i arqueològiques d'una part de les muralles de Barcelona. Per a una visió de conjunt, vegeu Muralles de Barcelona. |

Les Muralles modernes de Barcelona són una obra de Barcelona declarada Bé Cultural d'Interès Nacional.

## Descripció
Les estructures defensives d'època moderna de Barcelona es corresponen per una banda, al tancament de la línia de la muralla marítima de la ciutat (segle xvi), fet que va suposar que el tancament nord-est existent (a la zona del convent de santa Clara i del Portal de Sant Daniel) s'ampliés en direcció sud-est. A més d'aquest tancament es van edificar un seguit de baluards i forts, que es lliuraven majoritàriament a la muralla baix-medieval i que es repartien pel seu perímetre, especialment a la zona dels portals d'accés a l'interior del recinte. Formen part d'aquests elements les estructures defensives que se situen al seu interior i exterior (fossats). Les restes de les muralles i d'algun baluard es conserven en algun tram en alçat, integrats a l'interior de les finques actuals on s'ubiquen. La resta de baluards i estructures associades se situen al subsòl.

## Intervencions arqueològiques
Arqueològicament, diferents intervencions i obres en els darrers anys han permès documentar i constatar les restes d'aquest llenç de la muralla moderna, així com dels diferents baluards construïts entre mitjans i finals del segle xvii.
A la zona entre Plaça Universitat i carrer Tallers dues intervencions van permetre documentar part del tram de la muralla moderna. Les obres de remodelació de l'estació del metro de la plaça Universitat van posar al descobert les restes d'un dels baluards defensius, l'anomenat baluard de Tallers. Per l'altra banda, el mur localitzat a la planta baixa de l'edifici del carrer Tallers, 82, es correspon a l'antiga rampa d'accés al terraplè de la muralla de la ciutat, que s'acaba desenvolupant al segon terç del segle xvii.
Una intervenció realitzada entre els carrers Pelai, Jovellanos i Ramalleres va constatar la presència de la fonamentació del baluard de Canaletes o dels Estudis, que integrava dues torres medievals semicirculars, i que es va edificar un cop closa la Guerra dels Segadors (1652).
Al carrer Fontanella, es documentaren les restes d'un mur i d'una estructura d'aparell constructiu molt sòlida i que es va identificar com a part del parament d'un dels baluards de la muralla moderna, edificat després de la Guerra dels Segadors, davant del portal de l'Àngel i molt similar al baluard suara esmentat del carrer Tallers.
Recents intervencions al Mercat de Sant Antoni han posat al descobert les restes del baluard de Sant Antoni i el seu sistema defensiu (fossat, contraescarpa i el glacis), el qual s'ubicava davant del portal homònim. Les restes conservades del baluard, de planta pentagonal, i el mur eren de 90 m de longitud, 2,10 m d'amplada conservada i 2,33 m d'alçada, i estava bastit en carreus de pedra de Montjuïc, i un cos intern de pedra i morter de calç.
Al sector de l'actual parc de la Ciutadella, diferents intervencions han permès documentar les restes de la muralla moderna, prèvia a la construcció de la fortificació borbònica, i que l'amortitzarà en part. A la zona de la muralla medieval del Portal de Sant Daniel, a finals del segle xvii es construeix el baluard de Santa Clara, fet que canvia força la fesomia del portal. Així mateix, i coincidint amb els darrers moments de la Guerra de Successió, també es documenten diferents elements defensius, com línies de barricades o reducció del pas de la porta, per tal d'assegurar l'accés dels defensors al baluard de Santa Clara.
A l'alçada del Passeig Lluís Companys amb avinguda Vilanova es documenta el baluard del Portal Nou, construït entre els anys 1672 i 1675, i destruït arran del setge a la ciutat de l'any 1697. Aquest element presentava una alçada conservada de 4,75 m, amb un parament de doble full de paredat.